# یارون اوز

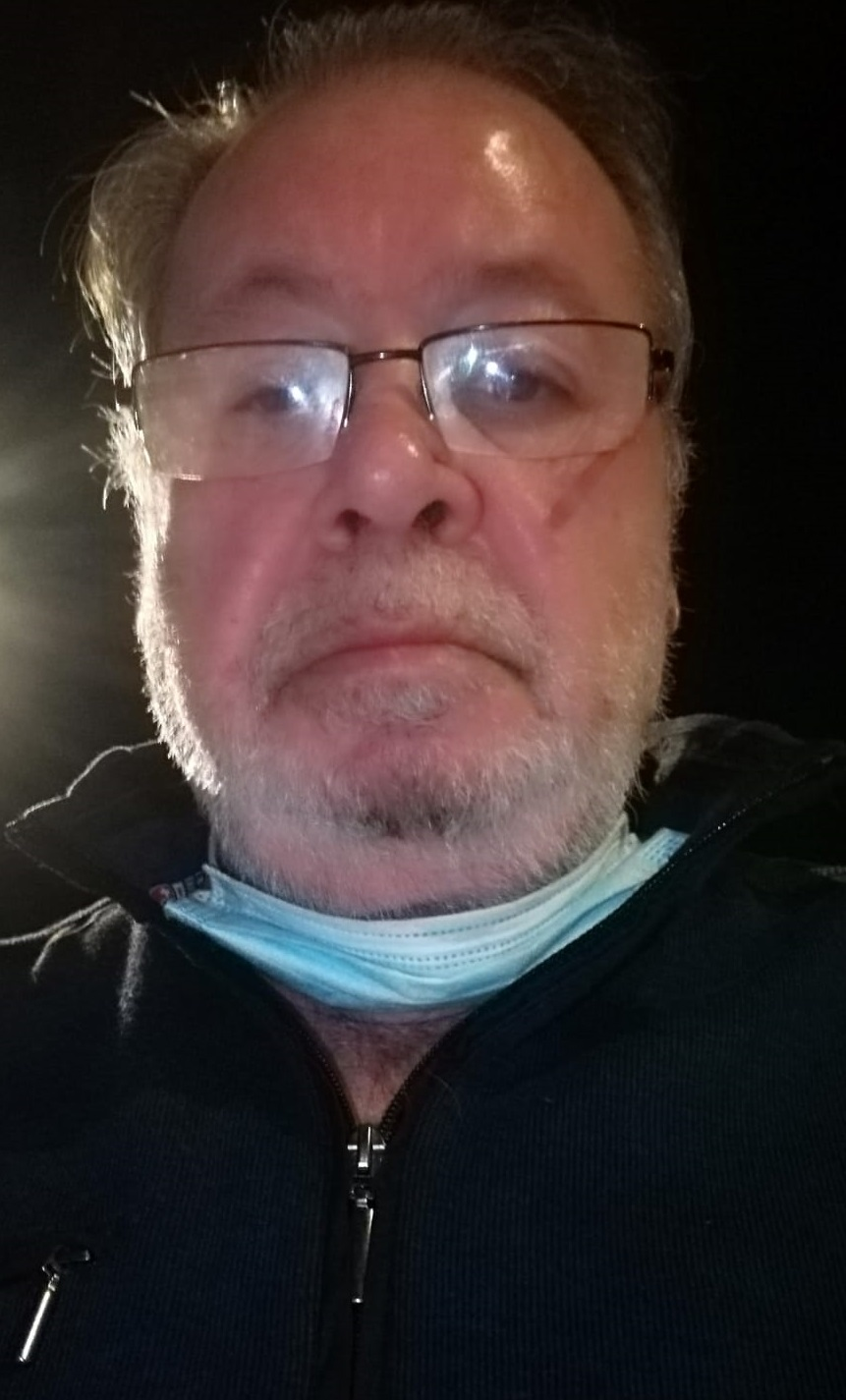
یارون اوز - ۲۰۲۲

یارون اوز (به انگلیسی: Yaron Oz) هافبک اهل اسرائیل است که از سال ۱۹۷۳ تا ۱۹۷۷ میلادی عضو تیم ملی فوتبال اسرائیل بوده و در ۲۶ بازی ملی حضور داشته است. یارون اوز توانسته در بازی‌های ملی، ۲ گل به ثمر برساند.